# Pi Piscis Austrini
Pi Piscis Austrini (π Piscis Austrini, förkortat Pi PsA, π PsA) som är stjärnans Bayerbeteckning, är en dubbelstjärna belägen i den sydöstra delen av stjärnbilden Södra fisken. Den har en skenbar magnitud på 5,14 och är synlig för blotta ögat där ljusföroreningar ej förekommer. Baserat på parallaxmätning inom Hipparcosuppdraget på ca 34,0 mas, beräknas den befinna sig på ett avstånd på ca 96 ljusår (ca 29 parsek) från solen. Pi Piscis Austrini rör sig genom Vintergatan med en hastighet av 16,3 km/s i förhållande till solen. Dess projicerade galaktiska bana är belägen mellan 24 100 och 37 300 ljusår från galaxens centrum.

## Egenskaper
Primärstjärnan Pi Piscis Austrini A är en blå till vit stjärna i huvudserien av spektralklass F1 V Fe-0,8. Den har en radie som är ca 1,7 gånger större än solens och utsänder från dess fotosfär ca 3,4 gånger mera energi än solen vid en effektiv temperatur av ca 7 400 K.
Pi Piscis Austrini är spektroskopisk dubbelstjärna  med en väl bestämd omloppsperiod på 178,3177 dygn.